# Emst
Emst est un village d'environ 3 000 habitants, située sur le territoire de la commune d'Epe dans la province de Gueldre (Pays-Bas). C'est la ville d'origine du footballeur Marc Overmars.
Emst est situé dans la région forestière de la Veluwe, non loin du fameux Musée Kröller-Müller.